# فیلتر (رسانه های اجتماعی)

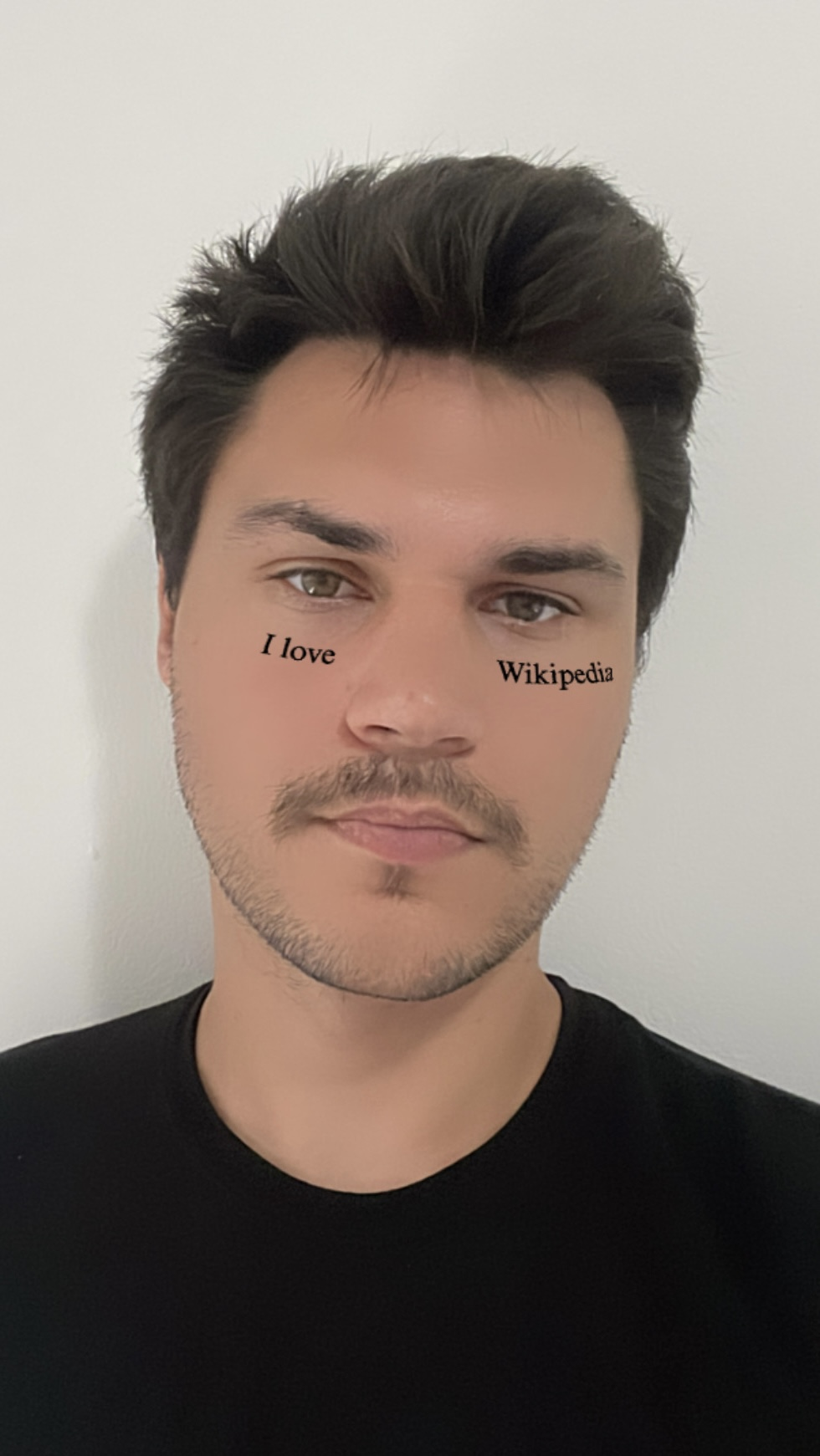
سلفی که توسط مردی با استفاده از فیلتر دوربین شبکه‌های اجتماعی "I love Wikipedia " گرفته شده‌است.

فیلترها جلوه‌های تصویر دیجیتالی هستند که اغلب در رسانه‌های اجتماعی استفاده می‌شوند. آنها در ابتدا اثرات فیلترهای دوربین را شبیه‌سازی کردند و از آن زمان با فناوری تشخیص چهره و واقعیت افزوده کامپیوتری توسعه یافته‌اند. فیلترهای رسانه‌های اجتماعی - به ویژه فیلترهای زیبایی - اغلب برای تغییر ظاهر سلفی‌های گرفته شده در تلفن‌های هوشمند یا سایر دستگاه‌های مشابه استفاده می‌شوند.
در سال ۲۰۱۰، اپل آیفون ۴ را معرفی کرد که اولین مدل آیفون با دوربین جلو بود. این گوشی باعث افزایش چشمگیر سلفی‌ها شد که با استفاده از برنامه‌هایی مانند اینستاگرام می‌توان جلوه‌های نورپردازی جذاب تری را به همراه داشت. عکاس آمریکایی کول رایز در حدود سال ۲۰۱۰ در ایجاد فیلترهای اصلی برای اینستاگرام نقش داشت و چندین مورد از آنها را از جمله Sierra, Mayfair, Sutro, Amaro و Willow خودش طراحی کرد. در سپتامبر ۲۰۱۱، به‌روزرسانی اینستاگرام ۲٫۰ برای این برنامه، «فیلترهای زنده» را معرفی کرد که به کاربر اجازه می‌داد در هنگام عکس‌برداری با دوربین برنامه، جلوه‌ای از فیلتر را مشاهده کند.
#NoFilter، یک هشتگ برای توصیف تصویری که فیلتر نشده بود، در حدود سال ۲۰۱۳ محبوب شد
به روز رسانی در سال ۲۰۱۴ به کاربران اجازه داد تا شدت فیلترها را تنظیم کنند و همچنین سایر جنبه‌های تصویر را تنظیم کنند، ویژگی‌هایی که سال‌ها در برنامه‌هایی مانند وی‌اس‌سی‌او و Litely در دسترس بودند.
در سال ۲۰۱۴، اسنپ چت شروع به انتشار فیلترهای حمایت شده برای کسب درآمد از استفاده مشارکتی از برنامه کرد. در سپتامبر ۲۰۱۵، اسنپ چت
لوکسری را خریداری کرد و قابلیتی به نام «لنز»، فیلترهای متحرک با استفاده از فناوری تشخیص چهره را منتشر کرد. برخی از لنزهای اولیه موجود در اسنپ چت در آن زمان عبارتند از Heart Eyes, Terminator, Puke Rainbows, Old, Scary, Rage Face, Heart Avalanche. فیلتر Coachella که در آوریل ۲۰۱۶ منتشر شد، یک فیلتر محبوب واقعیت افزوده اولیه بود.

## زمینه
دستکاری عکس‌ها برای افزایش جذابیت مدت هاست که با استفاده از نرم‌افزارهایی مانند ادوبی فتوشاپ و قبل از آن تکنیک‌های آنالوگ مانند قلم بادی امکان‌پذیر بوده‌است. با این حال، چنین ابزارهایی به مهارت فنی و هنری قابل توجهی نیاز داشتند و بنابراین استفاده از آنها بیشتر به زمینه‌های حرفه ای مانند مجلات یا تبلیغات محدود می‌شد.
در مقابل، فیلترها از طریق استفاده از الگوریتم‌های پیچیده به روشی خودکار کار می‌کنند که به ورودی کمی یا بدون نیاز کاربر نیاز دارند. این سهولت استفاده، در ترکیب با افزایش قدرت پردازش گوشی‌های هوشمند، و افزایش رسانه‌های اجتماعی و فرهنگ سلفی، منجر به دستکاری عکاسی در مقیاسی بسیار گسترده‌تر از قبل شده‌است.

## جلوه‌ها
تغییرات معمول اعمال شده توسط فیلترهای زیبایی عبارتند از:
- صاف کردن بافت پوست؛ به حداقل رساندن خطوط ریز و لک
- پاک کردن کیسه‌های زیر چشم
- پاک کردن خطوط بینی و لب ("خطوط خنده")[۱۷]
- استفاده از آرایش مجازی مانند رژ لب یا سایه چشم
- لاغری صورت؛ پاک کردن دو چانه[۱۸]
- بزرگ کردن چشم
- سفید کردن دندان
- باریک شدن بینی
- افزایش پری لب

یکی از اولین نمونه‌های فیلتر عکاسی دیجیتال آگاه از محتوا، کاهش قرمزی چشم است.
فیلترهای زیبایی اغلب صورت را هدف قرار می‌دهند، اگرچه در برخی موارد ممکن است سایر قسمت‌های بدن را تحت تأثیر قرار دهند. به عنوان مثال، گزارش شده‌است که برنامه "Retouch Me" دارای ویژگی است که به کاربران امکان می‌دهد عضلات شکم قابل مشاهده را بر روی عکس‌هایی که شکم برهنه سوژه را نشان می‌دهند قرار دهند.